# Lactatio Bernardi

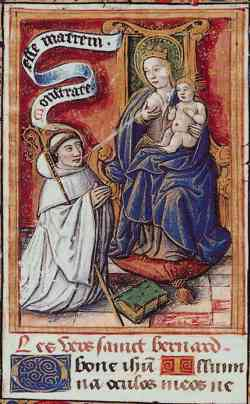
Lactatio Bernardi

Lactatio Bernardi – cud oraz przedstawienie w sztuce chrześcijańskiej nawiązujące do spotkania Bernarda z Clairvaux z Matką Bożą i Jezusem w Katedrze w Spirze w roku 1146. 

## Kontekst dogmatyczny
Według Ojców Kościoła (Tertulian, Atanazy z Aleksandrii, a szczególnie Efrem Syryjczyk w Ephraem, Nat. 4, 149-150.153.183-185) karmienie mlekiem przez Matkę Boską powiązane jest z ludzką naturą Matki, Jezusa oraz przekazywaniem w ten sposób przez Marię łaski i ukazanie swej matczynej opieki ludziom.

## Opis cudu
Według kościoła rzymskokatolickiego, Bernard z Clairvaux modlił się wraz z mnichami śpiewając hymn Ave Maris Stella: 

Monstra te esse matrem (Pokaż, że jesteś matką) 
 sumat per te precem...

Po tej modlitwie do Matki Boskiej, zasnął. Ukazawszy mu się, Maria, obdarzyła go darem wymowy, karmiąc go mlekiem z jej własnej piersi. Po doznanej ekstazie święty twierdził, że smakowało ono jak miód.

## Materiały historyczne i ikonografia
Jedną z pierwszych wzmianek o cudzie znaleźć można w anonimowych exempla o nazwie Ci nous dit z lat 1313-1330. Pierwsze przedstawienia Lactatio Bernardi pojawiły się w XIV w. Temat był obecny w sztuce do końca XVIII w. Lactatio Bernardi zazwyczaj przedstawia Matkę Boską z Dzieciątkiem, z której piersi tryska mleko do ust św. Bernarda.
Mleko Marii Dziewicy, lac miraculosum beatae Mariae virginis było sprzedawane też jako relikwia, co dało później w bardziej laickich wiekach nazwę wina Liebfrauenmilch.

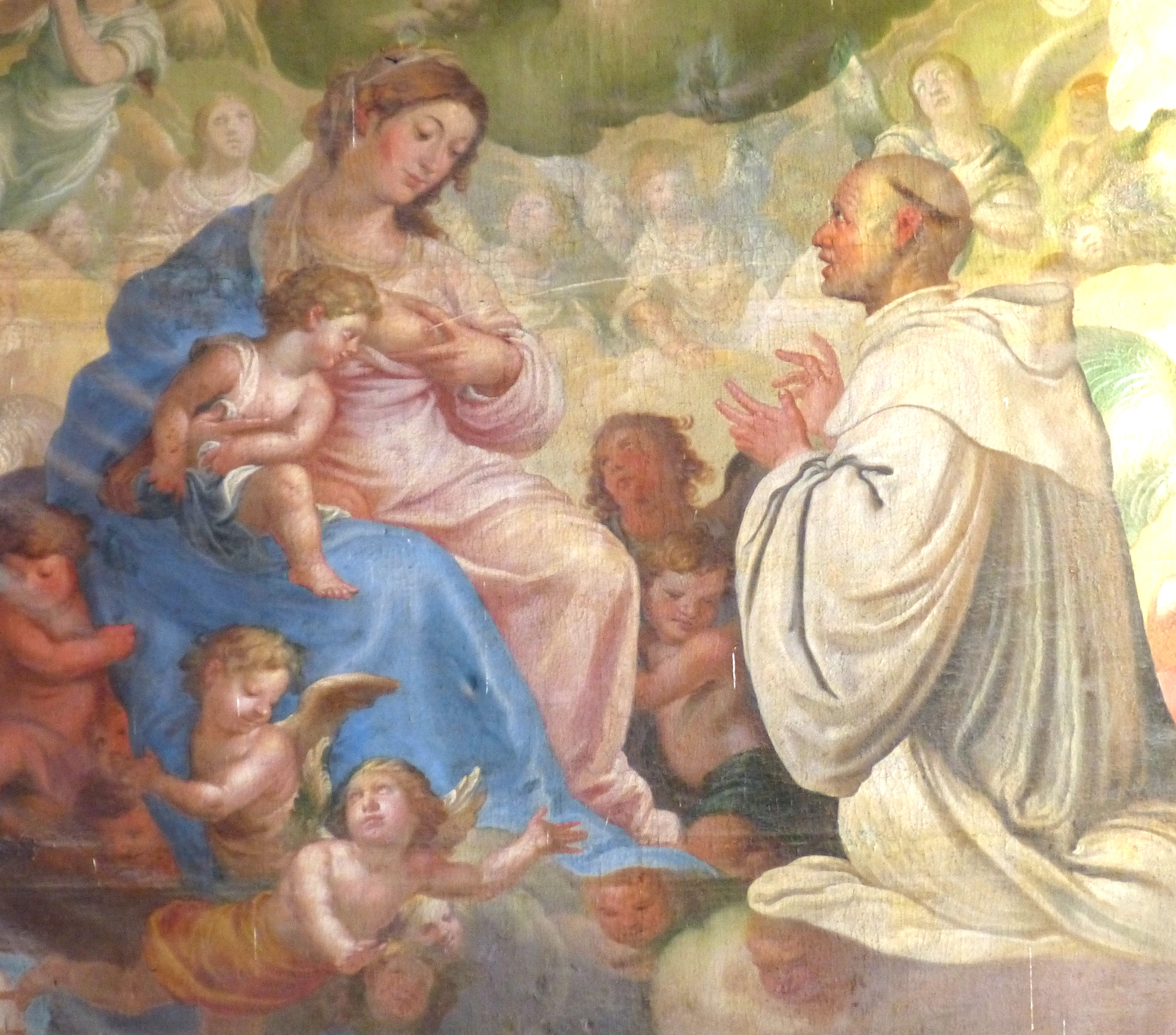
Matka Boża karmiąca Bernarda, kościół w Aldersbach